# Daxiang
Daxiang (en chino, 大祥; pinyin, Dàxiáng) es un distrito urbano bajo la administración directa de la Prefectura  Shaoyang  en la provincia de Hunan, República Popular China.  Su área es de 215 km² y su población total para 2010 superó los 340 mil  habitantes. 

## Administración
Desde junio  de 2023, el distrito Daxiang se divide en 13 pueblos administrados en 11 subdistritos,  1 poblado y 2 villas.

## Toponimia
El topónimo Daxiang se compone de los sinogramas Da (grande) y Xiang (prosperidad). 
Históricamente, en esta zona existía un lugar llamado "Daqiang Ping" (打枪坪, la llanura de los Disparos), pero las generaciones posteriores consideraron el nombre demasiado vulgar. Por ello, lo cambiaron por uno de sonido similar pero con mejor augurio: Daxiang Ping (大祥坪, la llanura de la Gran Prosperidad), inspirado en la idea de buena fortuna y auspicio.